# 柳俊江
柳俊江（英語：Ryan Lau Chun Kong，1981年4月4日—2024年1月4日），香港电视新闻记者、媒体人士、环保人士、动物保护人士、香港电影工作者。於2002年至2010年在無綫新聞任職，曾担任香港及中国新闻、专题记者，也曾被派驻北京和广州，担任驻中国内地记者。於2010年10月辭職後轉任香港愛護動物協會中國及澳門外展外展總監。柳俊江於2013年辭任愛協職位，轉任九龍巴士社區事務經理，為九巴於區議會等團體游說及說項。2024年1月5日，柳俊江被揭倒臥於大埔黃宜坳一村屋內及即場證實死亡，終年42歲。

## 背景
柳俊江1981年出生於英屬香港，當時柳媽媽只有30歲。柳俊江約一至兩歲時被家人送到親戚位於汕頭的家給照顧，直至三歲才回到香港就學。他早年在屯門區山景邨成長，有兩名胞弟，家境貧窮，小時候是邊緣青年。分別就讀保良局方王錦全小學（1993年小六）、保良局董玉娣中學（1998年中五文科）和加拿大神召會嘉智中學（2000年中七）。中學時期常參與籃球活動。2003年完成香港浸會大學傳理學院新聞系學士學位。他就讀大學期間曾因熱愛看電影而萌生轉讀電影系的念頭，然而最終沒有成事。而當上新聞工作者之前，柳自十四歲開始從事兼職工作，先後當過私人補習老師、跟車搬運與送貨工人、地盤（天水圍天頌苑）工人、超級市場理貨員與跟單員以及臨時演員（電影與警察辨認犯人時的戲子）。選讀新聞系的原因只出於可選擇的大學文科科目不多。

## 事業發展

### 記者工作
柳俊江於2002年至2010年曾任無綫新聞部港聞組、中國組高級記者，並曾被派駐北京和廣州，及后转任專題記者，負責《星期日檔案》等新闻特辑节目的編輯和採訪工作。他担任记者期间，参与采访报道多宗两岸三地的突发事件、重大事件，如2005年香港世贸会议、2006年的台湾倒扁运动、2007年广东九江大桥倒塌、2008年中國南方雪灾、四川汶川大地震、反家乐福示威、毒奶粉风波、北京奥运、神七升空及珠三角工厂倒闭潮等等，是经验丰富的香港新闻和中国新闻记者。
其中，2008年四川大地震采访中，柳俊江和另一隊TVB採訪隊潘蔚林在恶劣环境中徒步約兩天，直达震央，成为全球第一位进入震央汶川縣映秀镇的國際媒体记者，直接面对灾情的画面报道，其拍攝的畫面為大部分國際媒体採用，包括NHK、CNN、BCC、TVBS等。此外，他也多次参与报道中国国家领导人的外访活动，如总理温家宝出访朝鲜民主主义人民共和国等。

### 擔任主播及主持
柳俊江於2008年6月開始兼任主播，起初曾任星期六、日的《午間新聞》和《晚間新聞》主播，2008年9月29日起兼任星期一至五之《晚間新聞》主播。2009年2月2日起，無綫《晚間新聞》改革後，柳俊江亦成為《晚間新聞》之替更主播，在方健儀採訪及放假時頂替。2010年4月17日及18日，他頂替正於美國採訪的方東昇，首次擔任星期六、日《六點半新聞報道》新聞主播；另外於2009年9月24日起擔任《新聞透視》主持。與《晚間新聞》剛相反，當他赴外地採訪及放假時，方健儀便頂替他主持此節目。後來，柳俊江在2011年10月開始擔任香港電台電視部節目《議事論事》主持，直至2017年9月為止，其後由黃雅宇接任。2015年4月起與黃心美、朱汶欣、駱振偉、劉希信、梁文禮、麻利擔任now TV節目《Apostrophe》主持。

### 離開新聞界
2010年底，柳俊江於其博客透露早前已離開無綫新聞部和從事八年的新聞行業，原因是近年「記者淪為『車衣女工』，新聞部管理層對每日的新聞早已有一套『看法』，記者很多時被要求『照單執藥』」。另外，他對新聞編輯自由以及記者的待遇抱有懷疑，因而求退。其後柳俊江活躍於动物保育和环保工作中，以中國及澳門外展總身份，为香港爱护动物协会拓展内地事务和招募香港和内地的精英团队。又會筹备协会的内地动物保育项目，并把动物保育的理念带入中国大陆，以讓大中华地区的人士可以逐渐重视环境保护、生态平衡、动物保育等可持续发展的战略。他還會筹建协会在广州和北京的办事处。至2013年辭任愛協外展總監職位，轉到九巴出任社區事務經理。
及後他在2019年9月接受商業電台《1圈圈 星光背後》專訪時，再次詳細地透露當年離職原因，具體指出上司需要在某些話題上保持「政治正確」，且援引他想就2010年廣州保衛粵語運動做一個專題為例，說明上級不批准。不過他沒有回應是否被袁志偉阻止。除了從事正職之外，柳俊江約於2014年開設了自己的製作公司，其中一個由他擔任廣告導演的作品是2014年的母親節萬事達卡廣告。有關廣告片令他獲得了金帆廣告大獎。另外，他曾經營售賣女性產品的網店。

## 其他資料
柳俊江因其早期當記者時趣怪和不謹慎的做事作风，被採訪主任昵称为“柳爷”。由於高大英俊，故被娛樂傳媒形容为「大鼻子情圣」，与罗晖翔、潘蔚林、胡天衡等新晉男記者一度成爲少女偶像，并有『新闻王子』之称。

### 反修例運動
在2019年7月21日晚上元朗襲擊事件中，柳俊江前往西鐵綫元朗站自發性義載疏散市民時，期間通往YOHO MALL的天橋被「白衣人」打致血流披面，共縫了11針，其中頭部8針。
他在2020年4月接受壹週刊訪問時，透露希望以文字重組元朗襲擊事件，記錄歷史，不能讓執法者包庇事件，更不能讓當權者歪曲事實、指鹿為馬，竄改歷史。其著書《元朗黑夜──我的記憶和眾人的記憶》於2020年7月出版。

### 涉嫌打鬥被捕
2020年9月9日晚上，柳俊江已分居妻子雷康怡與一名男性友人在觀塘一間茶室食飯，其間柳俊江突然現身，與該名男友人發生口角，繼而動手毆打，兩人面部和手部都有受傷，被警察拘捕。柳俊江其後被被控以一項「襲擊致造成實際身體傷害」罪。2021年4月27日，案件在觀塘裁判法院提堂，柳俊江獲控方撤銷控罪，主任裁判官錢禮下令他自簽1000港元守行為1年，須付500港元堂費，期間他不可干犯任何暴力罪行，尤其是針對本案事主男子儲孝和。

### 辦理離婚
2020年9月18日，有消息指柳俊江正與太太分居，並辦理離婚手續。兩人的Instagram帳戶已停止追蹤對方，自2月14日情人節後再無上傳二人合照。

### 涉嫌危險駕駛被捕
2020年12月29日晚上，柳俊江駕駛私家車，於尖沙咀梳士巴利道及漆咸道南交界與一輛電單車相撞。警方調查後發現私家車司機及電單車司機均未有依交通燈號指示停車，而柳在酒精呼氣測試中證實有度數但未超標。柳涉嫌危險駕駛被捕，後已獲准保釋候查，須於2021年1月中旬向警方報到。2021年6月3日，柳俊江承認一項危險駕駛罪，其代表律師許紹鼎資深大律師求情時指，柳育一對4歲及6歲的子女，正在分居的他努力做好父親角色，希望法庭判處罰款或非監禁式刑罰，主任裁判官嚴舜儀把案件押至6月17日判刑，下令為被告索取背景及社會服務令報告。2021年6月17日，柳被判160小時社會服務令、停牌6個月及要上駕駛改進課程。 

## 逝世
2024年1月4日下午2時許，柳俊江與同居女友麥紫玲（Grace Mak）因感情事在大埔某商場爭執，之後兩人各自離開。麥女回到大埔黃宜坳村兩人同居的村屋時，聽到反鎖的書房內傳來聲響，以為柳在發脾氣而未有理會。翌日（1月5日）早上，麥女仍未見柳出房門，到中午與朋友商討後由朋友報警，下午3時半消防接報趕至破門，發現柳氏倒臥在房間內死亡，旁邊有一盆燒過的炭及一個紅酒樽，並無遺書。警方翻查閉路電視，發現柳氏於1月4日在商場買了一包炭。柳俊江終年42歲。
柳俊江家人於1月8日發文表示，柳俊江死於1月4日，其後，柳俊江的遺體移送到沙田富山公眾殮房進行驗屍。
柳俊江生前推廣跑步運動，2021年創立「柳仔跑會」，2023年有份創立「大埔民間體育會」。他曾擔任ViuTV節目《公司冇逼我跑馬拉松》嘉賓，帶領及鼓勵五名準備參與馬拉松賽事的藝人訓練，又於1月2日陪同未能完成賽事的曾贊學再次挑戰跑完42公里。節目的第六集〈謝謝你陪跑〉及第十五集網上足本版均有播出他的片段，並在該兩集最後以「謝謝柳爺陪我們跑完這段路！」和「謝謝你！」向他致謝。

## 影視作品

### 電視劇
| 年份   | 劇集名稱      | 角色       | 備註  |
| 2014年 | 手語隨想曲III |            | 第7集 |
| 2016年 | 瑪嘉烈與大衛  | 大衛       |       |
| 2020年 | 暖男爸爸      | Brandon    |       |
| 2023年 | 殺手廢J       | Gayvan Tan |       |

### 電影
| 年份   | 影片名稱 | 角色       | 備註 |
| 1999年 | 玻璃樽   | 保鑣       |      |
| 2014年 | 香港仔   | 新聞報導員 |      |
| 2015年 | 雛妓     | Raymond    |      |
| 2017年 | 空手道   | 馮家俊     |      |
| 2018年 | 逆流大叔 | Calvin     |      |

### 短片
| 年份   | 影片名稱                    | 角色   | 備註 |
| 2016年 | 功課 浸大60周年校慶6x10短片 | Johnny | 主演 |
| 2018年 | 匯豐銀行 保險宣傳片         | 柳俊江 | 主演 |

### MV
| 年份   | 歌手         | 歌曲     | 備註 |
| 2017年 | Nowhere Boys | 天外飛仙 | 導演 |

### 主持工作
| 年份   | 活動名稱                     | 主辦機構             | 備註 |
| 2017年 | 2017年行政長官候選人競選論壇 | 香港教育專業人員協會 |      |

## 外部連結
- 柳俊江的Facebook專頁
- 柳俊江的新浪微博
- 柳俊江的Blogger部落格
- 柳俊江的Instagram帳戶
- 柳俊江在互联网电影资料库（IMDb）上的資料（英文）
- 柳俊江在香港影庫上的簡介